# Улица Мирослава Поповича
Улица Мирослава Поповича (до 2022 года — У́лица Сема́шко) (укр. Вулиця Мирослава Поповича) — улица в Святошинском районе города Киева, местности Святошино, Академгородок. Пролегает от Берестейского проспекта до бульвара Академика Вернадского.
Примыкают улицы Ореста Васкула, Святошинская площадь, Василия Стуса и Академика Доброхотова.
В начале улицы расположены выходы со станции метро «Житомирская».

## История
Отрезок улицы между проспектом Победы и Святошинской площадью возник в начале XX века как часть улицы 3-я Просека (вместе с нынешней улицей Фёдора Кричевского). 
15 июля 1958 года улица 3-я Просека (её часть правее Брест-Литовского шоссе) в Октябрьском районе была в отдельную улицу Сешашко — в честь советского партийного и государственного деятеля Николая Александровича Семашко, согласно Решению исполнительного комитета Киевского городского Совета депутатов трудящихся № 1249. 
В течение первой половины 1960-х годов улица продлена до современных размеров. Современная застройка — 1950—90-е годы.
В процессе дерусификации городских объектов, 8 сентября 2022 года улица получила современное название — в честь советского и украинского философа, академика НАНУ Мирослава Владимировича Поповича.

## Научные и учебные учреждения
- Специализированная средняя школа № 200 имени Василия Стуса с углублённым изучением английского языка (дом № 9)
- Украинская академия наук (УАН) (дом № 13)

## Интересные факты
- Улица имеет запутанную нумерацию домов:
  - нечётная сторона — с юга на север, от проспекта Победы до бульвара Академика Вернадского;
  - чётная сторона — с север на юг, от бульвара Академика Вернадского до проспекта Победы.
- В квартале от проспекта Победы до улицы Феодоры Пушиной нет ни одного здания с адресом по улице Семашко.